# Vodikov peroksid
Vodikov peroksid (H2O2) je kemijski spoj vodika i kisika.

## Svojstva i osobine
Bezbojna je i viskozna kapljevina, relativno stabilna na sobnoj temperaturi, ali se pri 80 °C egzotermno razlaže na vodu i kisik. Na sobnoj je temperaturi ta reakcija spora, a ubrzavaju ju nečistoće i svjetlost. Zbog toga se vodikov peroksid pohranjuje u tamnim bocama i uz dodatak inhibitora.
Djeluje i kao reducens, ali su oksidacijska svojstva jače izražena.

## Dobivanje
Nastaje hidrogeniranjem antrakinona i oksidacijom nastaloga antrakinola.

## Upotreba
Upotrebljava se za izbjeljivanje (ponajčešće kose), kao antiseptik, u kemijskoj industriji, a upotrebljavao se kao oksidans za raketno gorivo.
U prodaju dolazi u koncentracijama od 3,6,9,12, i 30% (takva koncentracija se naziva komercijalno i "Perhidrol"). 
Najčešće se koristi za dezinfekciju manjih rana i ogrebotina.